# Petrorhagia prolifera

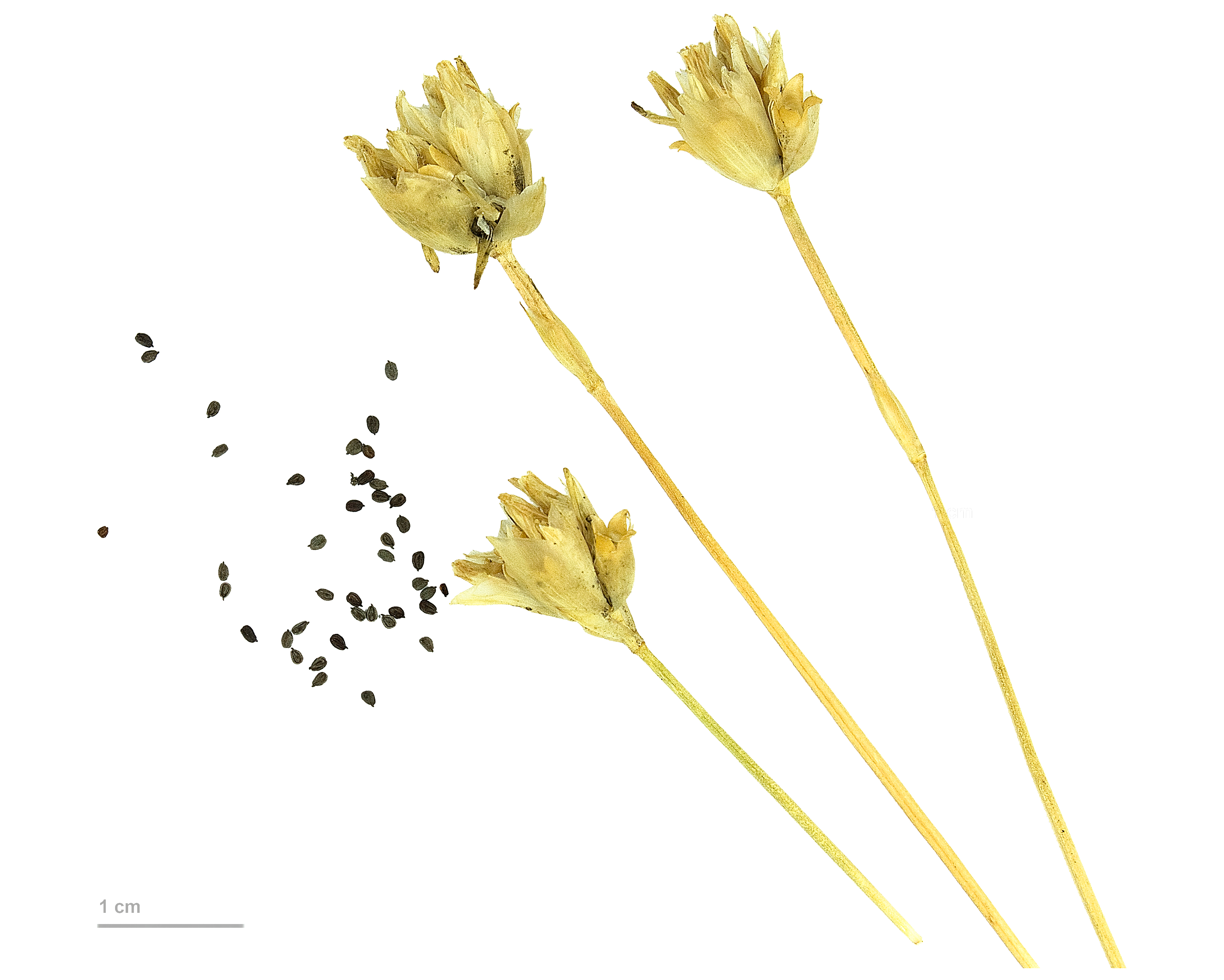
Petrorhagia prolifera - Muséum d'histoire naturelle de Toulouse.

Espèce
Statut de conservation UICN

 LC  : Préoccupation mineure
L'Œillet prolifère (Petrorhagia prolifera) est une espèce de plantes herbacées de la famille des Caryophyllacées.